# Раппапорт, Александр Гербертович
Алекса́ндр Ге́рбертович Раппапо́рт (23 октября 1941, Вологда — 19 февраля 2025, Рига) — российский архитектор, теоретик архитектуры, архитектурный критик, искусствовед. Доктор искусствоведения, член Союза архитекторов России (1968—2025), Международного комитета архитектурных критиков (International Committee of Architectural critics, CICA) (1985—2025), Ассоциации искусствоведов (с 2002), Союза дизайнеров России (2003—2025).

## Биография
Сын кинорежиссёра Герберта Раппапорта и художника кино Лидии Шильдкнехт. В 1959—1965 годах учился в Ленинградском инженерно-строительном институте (ЛИСИ); в 1964 году окончил класс рисунка Василия Шухаева (Тбилиси); в 1967—1970 годах — в аспирантуре НИИТАГа. До 1977 года — участник Московского Методологического кружка под руководством Георгия Щедровицкого. В 1976 году защитил кандидатскую диссертацию на соискание учёной степени кандидата архитектуры на тему «Формирование теоретических концепций в современном архитектурном проектировании». В 2002 году — докторскую диссертацию на соискание учёной степени доктора искусствоведения на тему «К пониманию архитектурной формы».
Работал архитектором в ЛенНИИП градостроительства (1965—1969); зав. лабораторией социологических исследований Московского научно-исследовательского и проектного института объектов культуры, отдыха, спорта и здравоохранения (МНИИПОКОЗ) (1972—1977); зав. сектором Института культуры МК РСФСР (1977), Москва; старшим научным сотрудником НИИТАГа (1978—1984); зав. отделом НИИТАГа (1984—1991); журналистом Всемирной службы Би-Би-Си (1991—2001), Лондон; ведущим научным сотрудником отдела теории архитектуры НИИТАГа. В 2012—2014 годах преподавал на факультете архитектуры и дизайна Высшей школы бизнеса, искусств и технологий RISEBA (Рига).
Автор тысяч публикаций по архитектуре, методологии архитектурно-градостроительного и дизайнерского проектирования, теории архитектуры и дизайна, изобразительному искусству, мультипликационного кино и фотографии в разных странах (Россия, Болгария, Латвия, Грузия, Украина, Эстония, Польша, Германия, Франция, Италия, Великобритания, США). Как признается сам Раппапорт, каждый день он пишет как минимум два текста, поэтому за год получается тысяча и более публикаций.
С 2004 года постоянно жил в Мазирбе (Латвия).
Вёл философский и методологический блог «Башня и Лабиринт» и страницу в социальной сети Facebook.
Умер 19 февраля 2025 года в возрасте 83 лет.